# Castelnuovo Calcea
Castelnuovo Calcea är en ort och kommun i provinsen Asti i regionen Piemonte i Italien. Kommunen hade 733 invånare (2018).